# Существа в киновселенной Marvel
Кинематографическая вселенная Marvel (КВМ) — американская медиафраншиза и общая вселенная, сосредоточенная на супергеройских фильмах и других сериалах с участием различных супергероев производства Marvel Studios, основанных на персонажах, которые появляются в американских комиксах от издательства Marvel Comics. Общая вселенная, очень похожая на оригинальную Вселенную Marvel из комиксов, была создана путём пересечения общих сюжетных элементов, мест действия, актёрского состава и персонажей. Из-за охватывающего всю галактику характера франшизы было введено несколько видов существ.

## Асгардцы
Асга́рдцы или А́сы — жители Асгарда, где живут боги из скандинавской мифологии. Они представляют собой расу инопланетян, внешне похожих на людей, обладающих высокоразвитой технологией, напоминающей магию и колдовство, на которой построена вся их цивилизация. По большей части они были уничтожены Таносом, Хелой и Суртуром.
Они появились в фильмах «Тор» (2011), «Мстители» (2012), «Тор 2: Царство тьмы» (2013), «Мстители: Эра Альтрона» (2015), «Доктор Стрэндж» (2016), «Тор: Рагнарёк» (2017), «Мстители: Война бесконечности» (2018), «Мстители: Финал» (2019), «Тор: Любовь и Гром» (2022) и «Капитан Марвел 2» (2023); а также в сериале ABC «Агенты „Щ.И.Т.“» и сериалах Disney+ «Локи» (2021) и «Что, если…?» (2022).

## Аутрайдеры
Аутра́йдеры — безмозглые, дикие инопланетяне, используемые Таносом в его армии. Аутрайдеры впервые появляются в фильме Кинематографической вселенной Marvel «Мстители: Война бесконечности», в котором они вторгаются в Ваканду. Альтернативные версии аутрайдеров появляются в фильме «Мстители: Финал» во время финальной битвы, но в конце распадаются в прах.
Неканонический роман «Танос: Поглощённый титан» даёт их происхождение в результате того, что Танос объединил образцы ДНК читаури, самого себя и различных видов, которых он убил.
Они появились в фильмах «Мстители: Война бесконечности» и «Мстители: Финал».

## Вечные
Ве́чные — бессмертная раса сверхспособных биороботизированных человекоподобных существ, созданных Целестиалами и посланных ими на миллионы планет для помощи в развитии на планете разумной жизни, увеличения  рождаемости населения и успешного рождения нового Целестиала.
Целестиалы на протяжении многих тысяч лет обманывали Вечных, убеждая их, что они родом из несуществующей Олимпии и призваны защищать людей и прочих существ с других планет от Девиантов. Однако основной целью Вечных является помощь в совершенствовании технологий и роста популяции разумной жизни на планете для более успешного рождения Целестиала, сопровождающегося уничтожением планеты. При рождении нового Целестиала память Вечных стиралась, однако их личности оставались неизменными. Каждый Вечный обладает индивидуальными суперспособностями и характером. Они также имеют возможность испытывать чувства. Объединившись в «Уни-Ум», Вечные могут усиливать свои способности.
Вечные появились в фильме «Вечные» (2021).

## Гномы
Гно́мы — древняя раса искусных кузнецов, родом из королевства Нидавеллир. Ими правит король Эйтри. Они являются близкими союзниками асгардцев и по просьбе Одина выковали Мьёльнир.
Эйтри появляется в фильме «Мстители: Война бесконечности», когда Тор, Ракета и Грут прибывают на Нидавеллир. Они находят Эйтри, который сообщает им, что Танос убил остальных Гномов после того, как они выковали Перчатку Бесконечности.
Они появились в фильме «Мстители: Война бесконечности»; а также в сериале Disney+ «Что, если…?».

## Девианты
Девиа́нты — это раса существ, созданных Целестиалами, предназначенная для уничтожения на планете, из которой предстоит рождение нового Целестиала, суперхищников для продвижения развития разумной жизни и населения.
Многие тысячи лет Девианты помогали в развитии разумной жизни и увеличении количества населения на многих планетах, но позднее Девианты эволюционировали и стали охотиться на коренное население планет, что существенно мешало в рождении нового Целестиала. В связи с этим Целестиалы призвали Вечных защищать разумных существ планет от Девиантов.
Первоначально Девианты представляют собой хищникоподобных существ, но со временем при выкачивании сил из Вечных они обретают способности самих Вечных, а также обретают полностью гуманоидную форму и способность к осмысленной речи и мышлению.
Девианты появились в фильме «Вечные» (2021).

## Древнеегипетские боги
Древнееги́петские бо́ги — высшие существа Древнего Египта, находящиеся в стороне от людей и не вмешивающиеся в их дела. Древнеегипетские боги для связи с людским миром используют «аватаров» — людей, которым боги предоставляют способности и силу. Боги могут отпускать своих аватаров, или наоборот, заставлять их служить им. Штаб-квартира Эннеады богов находится в пирамиде Хеопса в Египте. Представленная Эннеада состояла из богов Осириса (аватар — Селим), Хатхор (аватар — Ятциль),  Гора, Тефнут и Исиды. Некоторые боги пытались влиять на человеческий мир, в результате чего Эннеада заточала их с ушебти, и помещала на стенд в пирамиде. Заточённый в ушебти бог терял связь со своим аватаром, что полностью лишало последнего сил. Также в результате воздействия некоторых факторов боги могут увеличиваться в размерах и тем самым влиять на человеческий мир: например, когда Богиня Амат поглощала грешные души, она увеличивалась в размерах, а бог Хонсу увеличивался благодаря полнолунию
Представленные боги:
- Хонсу — древнеегипетский бог Луны, известный своим нетерпеливым нравом и вспышками гнева. Мораль — борьба со злом, совершившим преступление. В итоге приводит его к личному противостоянию со своим бывшим аватаром Артуром Хэрроу. В определённый момент времени он выбирает Марка Спектора для противостояния с Хэрроу.
- Амат — древнеегипетская богиня, стремящаяся искоренять зло до совершения преступления. За данную мораль она была заточена в ушебти на две тысячи лет Эннеадой, и позже была освобождена автором культа Амат — Артуром Хэрроу. Однако при противостоянии с Хонсу заточается в тело Хэрроу, а затем погибает от рук Джейка Локли. Имеет способность судить людей за их настоящие, прошлые и будущие поступки, что определяет, будет человек дальше жить, или нет.
- Таурт — древнеегипетская богиня загробного мира, проводящая путников через пески Дуата до врат Осириса. В песках путешествует на корабле, на котором находятся весы, с помощью которых Таурт балансирует сердца, а затем либо бросает душу за борт, либо сопровождает в тростниковое поле. Как и в других произведениях, не имеющий к КВМ, царь Египта может повлиять на транспортировку души в загробный мир только на первой дороге загробного мира.

Впервые древнеегипетские боги были представлены в сериале «Лунный рыцарь» (2022) на стриминговом сервисе Disney+.

## Крии
Кри́и — милитаристская раса, состоящая в основном из голубокожих гуманоидов с планеты Хала. Являясь одной из наиболее технически развитых рас в галактике, Крии обладают навыками генной инженерии и несут ответственность за создание нелюдей на Земле.
Впервые появляются в сериале «Агенты „Щ.И.Т.“», в кино они дебютируют в «Стражах Галактики». Ронан Обвинитель и Корат Преследователь — единственные известные Крии, которые появляются в фильме. Утверждается, что Империя Крии только что подписала мирный договор с Корпусом Нова с Ксандара, тем самым положив конец многовековой войне между двумя расами. Этот договор побуждает радикального Ронана начать вероотступническую кампанию геноцида против всех ксандарианцев. К разочарованию Корпуса Нова, посол Крии (актёр — Томас Арана) говорит Ирани Раэль, что Империя Крии отказывается остановить разгул убийств Ронана и что его заговор их не касается, поскольку они достаточно сделали с мирным договором. Крии ненадолго появляются в фильме «Стражи Галактики. Часть 2», где Эго почти уничтожил их планету Халу. Затем они появляются в «Капитане Марвел». Пейс и Хонсу вновь исполняют свои роли Ронана и Кората, к ним присоединяются Йон-Рогг, Миннь-Эрва, Атт-Ласс и Брон-Чар, которые являются членами военной команды Крии «Звёздная сила». Мар-Велл и Высший Разум также появляются в фильме. Йон-Рогг прибыл на Землю, когда Крии обнаружили, что Мар-Велл работает над экспериментом со скоростным двигателем, а также укрывает нескольких Скруллов. Когда Мар-Велл погибла в аварии, где с ней была Кэрол Дэнверс, и прибыл Йон-Рогг, Кэрол выстрелила в двигатель и подверглась воздействию его энергии. После переливания крови от Йон-Рогга воспоминания Кэрол были изменены, и она работала под руководством Йон-Рогга и Высшего Разума. Затем Кэрол вернулась на Землю после встречи со скруллами во главе с Талосом. Когда дело дошло до переговоров с Талосом, Кэрол узнала, что Крии сделали со скруллами и их родным миром. После того, как с её головы сняли глушитель, Кэрол использует свои силы для борьбы с силами Крии, в результате чего большинство из них были либо убиты, либо обезврежены. Йон-Рогга отправили обратно на Халу, чтобы передать послание Кэрол Высшему Разуму.
Они появились в фильмах «Стражи Галактики», «Стражи Галактики. Часть 2», «Капитан Марвел», «Мстители: Финал» и «Капитан Марвел 2»; а также в сериале ABC «Агенты „Щ.И.Т.“» и мультсериале Disney+ «Что, если…?».

## Ледяные великаны
Ледяны́е велика́ны — раса крупных гуманоидных существ, населяющих замёрзшее, бесплодное царство, известное как Йотунхейм. Ими правит Лафей, король Ледяных великанов, который также является истинным биологическим отцом Локи. Будучи маленьким и слабым для Ледяного великана, Локи был брошен своим отцом в храме и оставлен умирать. В 965 году н. э., вскоре после войны между Великанами и асгардцами, Локи был найден королём Одином и воспитан как его сын.
Они появились в фильме «Тор» и, через Локи, в фильмах «Мстители», «Тор 2: Царство тьмы», «Тор: Рагнарёк», «Мстители: Война бесконечности» и «Мстители: Финал», а также в сериалах Disney+ «Локи» и «Что, если…?».

## Сакаарианцы
Сакаариа́нцы, также известные как Сакаа́рцы — разумная раса насекомоподобных существ, обитающих на планете Сакаар.
- Они впервые появляются в «Стражах Галактики», работая на Ронана Обвинителя. Роль одного представителя этой расы без маски исполнил Джеймс Ганн.
- Отдельный тип, похожие на личинок существа, появляется в фильмах «Тор: Рагнарёк» и «Мстители: Финал» в виде Мика.

Они появились в фильмах «Стражи Галактики», «Тор: Рагнарёк», «Мстители: Финал» и мультсериале Disney+ «Что, если…?».

## Скруллы
Скру́ллы — раса инопланетян с планеты Скруллос, способных менять облик.
- В 1995 году[9] Талос является лидером скруллов[10]. Фракция скруллов, возглавляемая Талосом — жертвы войны геноцида, развязанной Крии, и они пришли на Землю, чтобы обратиться за помощью к учёному-ренегату Крии Мар-Велл, которая разрабатывает двигатель со скоростью света, который сможет доставить скруллов в безопасное место. После того, как воин Крии «Верс» узнаёт о своей истинной личности как Кэрол Дэнверс, она помогает защитить Талоса и других беженцев скруллов от нападения Крии, прежде чем они покидают Землю, чтобы найти новую планету для поселения.
- В 2023 году скрулл, выдающая себя за агента ФБР, сообщает Монике Рамбо, что «старый друг» её матери хотел бы встретиться с ней[11].
- В 2024 году Талос и его жена Сорен выдают себя за Ника Фьюри и Марию Хилл на Земле, в то время как настоящий Фьюри работает с группой скруллов в космосе[12].
- Скруллы играют заметную роль в сериале Disney+ «Секретное вторжение»[13].

Они появились в фильмах «Капитан Марвел», «Человек-паук: Вдали от дома» и «Капитан Марвел 2» а также в сериалах Disney+ «Ванда/Вижн», «Локи», «Что, если…?» и «Секретное вторжение».

## Суверены
Сувере́ны — это гуманоидная раса с золотистой кожей, которая продвинулась вперёд благодаря генной инженерии и жизни на одноимённом слиянии планет. Их возглавляет Аиша, Золотая Верховная жрица. В сцене после титров в фильме «Стражи Галактики. Часть 2» Аиша наблюдает за рождением последнего представителя расы — Адама Уорлока, которого она намерена использовать в качестве оружия против Стражей.
Они появились в фильмах «Стражи Галактики. Часть 2» и «Стражи Галактики. Часть 3», а также в сериале Disney+ «Что, если…?».

## Талоканцы
Талока́нцы — обитатели подводного царства Талокан, которым правит Нэмор.
Они впервые появились в фильме «Чёрная пантера: Ваканда навеки».

## Флеркены
Фле́ркены — инопланетные существа, внешне и поведением напоминающие земных кошек. У них есть щупальца, которые выходят изо рта и могут заглатывать большие предметы и хранить их в карманных измерениях в своих животах. Флеркены также обладают долголетием.
- Гуся появляется в игровых фильмах «Капитан Марвел» и «Капитан Марвел 2». Она сопровождает Кэрол Дэнверс и Ника Фьюри в их миссии, где она демонстрирует свои способности, побеждая солдат Крии и проглатывая Тессеракт. Позже она остаётся с Фьюри. Некоторое время жила у Марии Рамбо, а после её смерти стала жить у Кэрол.

## Целестиалы
Целе́стиалы — древняя раса существ, обладающих огромными способностями к манипулированию материей и энергией. Они существовали задолго до зарождения галактических сообществ и даже асгардцев. Их происхождение и природа окутаны тайной. Всё, что известно о них, известно лишь немногим, таким как Танелиир Тиван / Коллекционер, который раскрывает, что Целестиалы использовали Камни Бесконечности как средство борьбы с низшими формами жизни, а Аришем создал жизнь во вселенной создав первое небесное светило. Отрубленная голова умершего Целестиала была превращена в Забвение. Голова появляется в фильмах «Стражи Галактики» и «Мстители: Война бесконечности». В фильме «Стражи Галактики. Часть 2» Эго — Живая планета, биологический отец Звёздного Лорда, является Целестиалом, который управляет гуманоидным аватаром, путешествующим по Вселенной. Его планетарная форма является живым продолжением его Целестиального сознания. В течение многих лет он посадил тысячи инопланетных саженцев, чтобы расширить своё существование на всех планетах, поддерживающих жизнь. Однако Эго нуждался в помощи другого Целестиала, чтобы активировать их, поэтому он зачал детей с различными инопланетными расами и попросил Йонду Удонту принести их ему, чтобы он мог оценить их Целестиальные силы. Квилл — единственный ребёнок, который получил Целестиальные способности своего отца, хотя он теряет их после того, как он убивает Эго и срывает его планы. Эсон Искатель — один из предыдущих владельцев Камня Силы. Он использовал его силу, чтобы выровнять поверхность целой планеты. В фильме «Вечные» раскрылось, что Целестиалы рождались из планет, уничтожая их. Узнав об этом, Вечные остановили рождение Целеситала Тиамута и сохранили планету Земля, за что были похищены Вечными. Позже в теле Тиамута людьми был обнаружен новый элемент — адамантий.
Они появились в фильмах «Стражи Галактики», «Стражи Галактики. Часть 2», «Вечные», «Тор: Любовь и Гром» и «Капитан Америка: Новый мир», а также в мультсериале Disney+ «Что, если…?».

## Читаури
Чита́ури — могущественная раса воинов-рептилий, гибрид органических существ и машин. У них кастовое общество, в котором каждая каста (сама по себе почти отдельный вид) выполняет различную роль в обществе читаури. Они состоят в союзе с Таносом через его визиря, существа в капюшоне, называемом «Другим». Они представлены как раса серокожих шестипалых гуманоидов-рептилий, обладающих биомеханической физиологией и сверхчеловеческими качествами. Их технологии варьируются от скиммеров, похожих на суда на воздушной подушке, и некрокрафтов, до живых десантных носителей, называемых Левиафанами, и они все нейронно связаны с материнским кораблём.
- В 2012 году Другой, действуя от имени Таноса, одалживает Локи армию читаури для вторжения на Землю. В то время как они в конечном итоге подавляют Мстителей, Железный человек уничтожает материнский корабль захваченной ядерной ракетой, и силы вторжения мгновенно падают замертво от мысленной обратной связи.
- В 2014 году на короткое время появляется Другой, где он связывается с Ронаном Обвинителем и Небулой по поводу предательства Гаморы и призывает их в Святилище от имени Таноса. Как только они появляются вдвоём, Ронан излагает свою точку зрения Таносу, в то время как Другой ругает его за неудачу, а затем Ронан быстро убивает его. Также в музее Коллекционера можно увидеть солдата-читаури.
- В 2015 году технология Читаури изучается и используется фракцией «Гидры» во главе с бароном Штрукером – многие из его войск носят костюмы и используют оружие, изготовленное из брони Читаури, а в скрытой лаборатории Штрукера хранятся останки Левиафана. Кроме того, как впервые намёкнуто в психологической травме, показанной в «Железном человеке 3» и дополненной силами Алой Ведьмы, дающими ему кошмарное видение, Тони Старк опасался, что Читаури в конечном итоге могут вернуться на Землю, что приводит к его необдуманным действиям по созданию Альтрона.
- В 2016 году, наряду с технологиями Тёмных эльфов и «Stark Industries», технология Читаури используется Эдрианом Тумсом и его соратниками, которые крадут её из Контроля последствий и модифицируют в оружие для продажи на чёрном рынке, а также для создания таких технологий, как лётный костюм Стервятника и перчатки Шокера.
- В 2018 году Читаури являются силами Таноса в его миссии по получению Камней Бесконечности. Во флэшбэке также раскрывается, что Читаури принимали участие во вторжении на родную планету Гаморы, когда она была ребёнком, в результате чего её забрал Танос.
- В альтернативном 2012 году читаури были замечены в битве за Нью-Йорк. В современном 2023 году альтернативные версии читаури и их левиафанов вступают в битву за Землю. В то время как некоторые читаури и левиафаны убиты, остальных уничтожает Железный человек, используя Перчатку Старка.

Они появились в фильмах «Мстители», «Стражи Галактики», «Мстители: Эра Альтрона», «Мстители: Война бесконечности» и «Мстители: Финал», а также в сериалах Disney+ «Локи» (архивные кадры), «Что, если…?» и «Соколиный глаз» (флэшбек).

## Эльфы
Э́льфы — это две отдельные расы, Тёмные эльфы из Свартальфхейма и Све́тлые эльфы из Альвхейма. Тёмные эльфы во главе с Малекитом впервые появляются в фильме «Тор 2: Царство тьмы». Тёмные эльфы, как и их враги асгардцы, изображены как древние космонавты. Утверждается, что они существовали в изначальной тьме, которая предшествовала нынешнему вибрирующему состоянию Вселенной. Их цель — уничтожить нынешнюю вселенную и вернуть существование обратно в это состояние. Считалось, что они вымерли, но без ведома асгардцев Малекит и несколько воинов сбежали и погрузились в стазис в глубоком космосе, пока не станет возможной ещё одна попытка. Для фильма Дэвид Дж. Петерсон создал язык для Тёмных эльфов под названием Шиваисит. В «Стражах Галактики» заключённый Тёмный эльф появляется в качестве экспоната в музее Танелиира Тивана. В фильме «Человек-паук: Возвращение домой» технология Тёмных эльфов, спасённая в битве при Гринвиче, использовалась Жестянщиком наряду с технологиями читаури и «Stark Industries».
Они появились в фильмах «Тор 2: Царство тьмы» и «Стражи Галактики»; а также в сериалах Disney+ «Локи» (архивные кадры), «Что, если…?» и «Женщина-Халк: Адвокат».

## Другие виды
В КВМ появляются несколько других видов, часто представленных лишь одним персонажем.
К ним относятся ксандариа́нцы (такие как Краглин и Корпус Нова), кайлосиа́нцы (Дракс), люфомо́иды (Небула), Flora Colossus (Грут), зехобериа́не (Гамора), инсекто́иды (Мантис), крилориа́нцы (Берит и Карина), крона́нцы (Корг), корбини́ты, драко́ны (Великая Защитница).